# Apoteket Ørnen
Apoteket Ørnen er et apotek i Odense.
I 1899 blev der for første gang ansøgt om at lægge et apotek i Vestergade-kvarteret i Odense. Det var først i 1919 at bevillingen blev givet, efter fem forgæves forsøg. Det første Apoteket Ørnen blev indrettet på hjørnet af Vestergade og Ny Vestergade og åbnede d. 20. juli 1920. Her lå det til 1928.
1. maj 1928 flyttede apoteket til Vestergade 83-85 på hjørnet af Pantheonsgade. Her lå apoteket indtil 1989.
Lægemiddelproduktionen på Apoteket Ørnen sluttede i perioden 1988-1989.
I 1989 overtog apoteket vagttjenesten efter at Løveapoteket lukkede. Apoteket Ørnen har den dag i dag stadig vagttjeneste.
5. juni 1989 flyttede apoteket til sin nuværende adresse Vestergade 80.
I 1995 blev passagen lagt til apoteket og fik da sit nuværende udseende.
I sommeren 2014 gennemgik apoteket en større renovering og vagtindgangen i Vestergade blev lukket, så der i dag er vagtindgang via Filosofhaven 38
Apotekets logo har skiftet udseende nogle gange gennem tiden. Det nuværende logo blev lanceret den 29. maj 1989. Det oprindelige logo var en siddende ørn der mindede om den stiliserede tyske kejserørn. På det nuværende logo har ørnen udslåede vinger.

## Apotekere gennem tiden[3]
- L.R. Jørgensen 1920 - 1927
- T. J. C. Nielsen 1927 - 1945
- H. Kjær 1945 - 1966
- Viggo Borg-Rasmussen 1966 - 1988
- Poul Anker 1988 - 2011
- Ragnhild Birgitte Jensen 2011 -